# Acropyga silvestrii
Acropyga silvestrii är en myrart som beskrevs av Carlo Emery 1915. Acropyga silvestrii ingår i släktet Acropyga och familjen myror. Inga underarter finns listade i Catalogue of Life.

## Bildgalleri

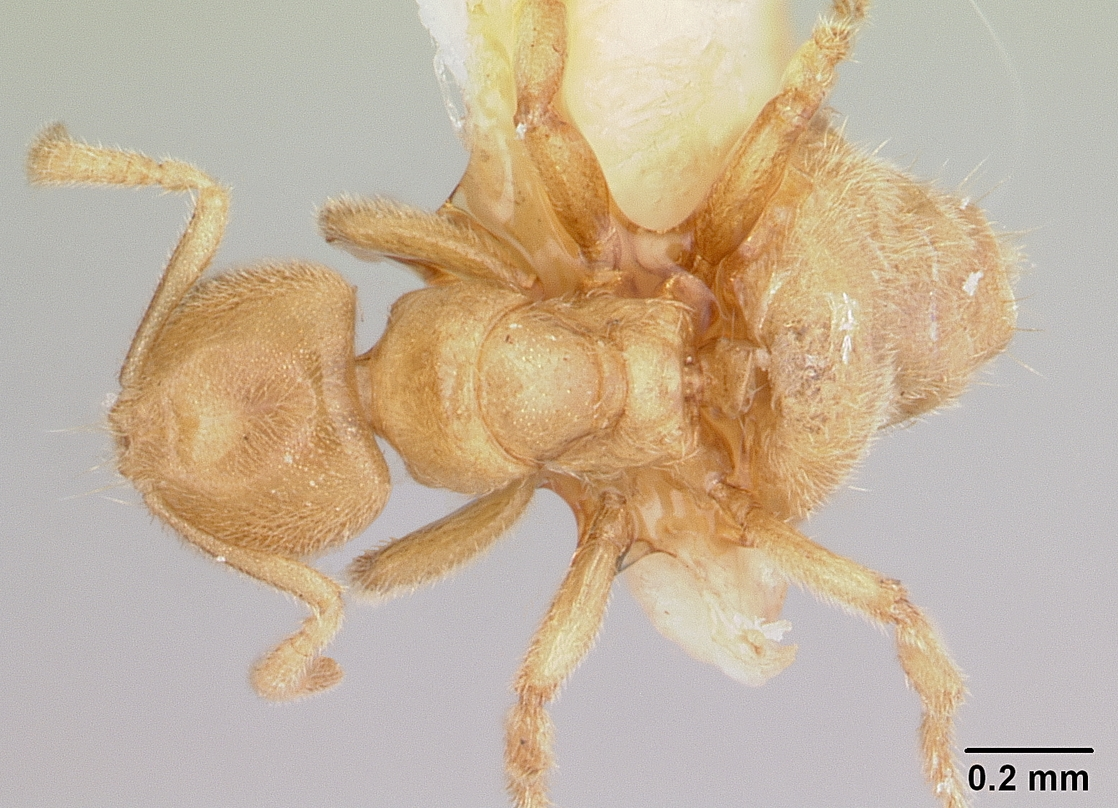
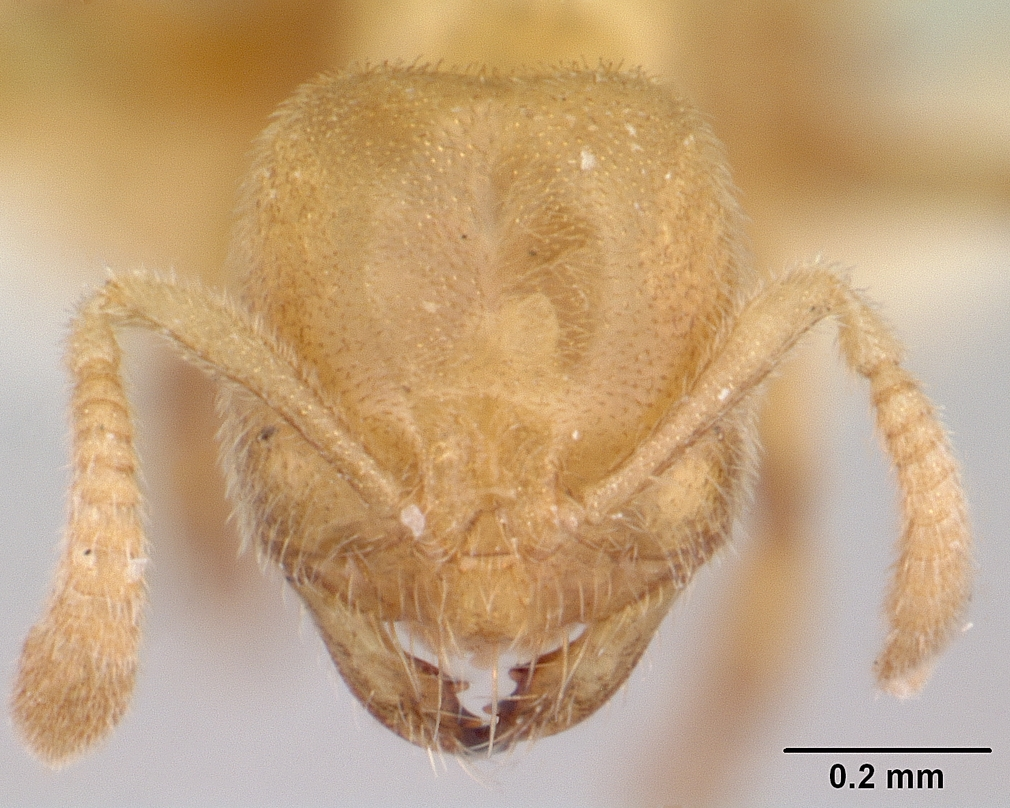
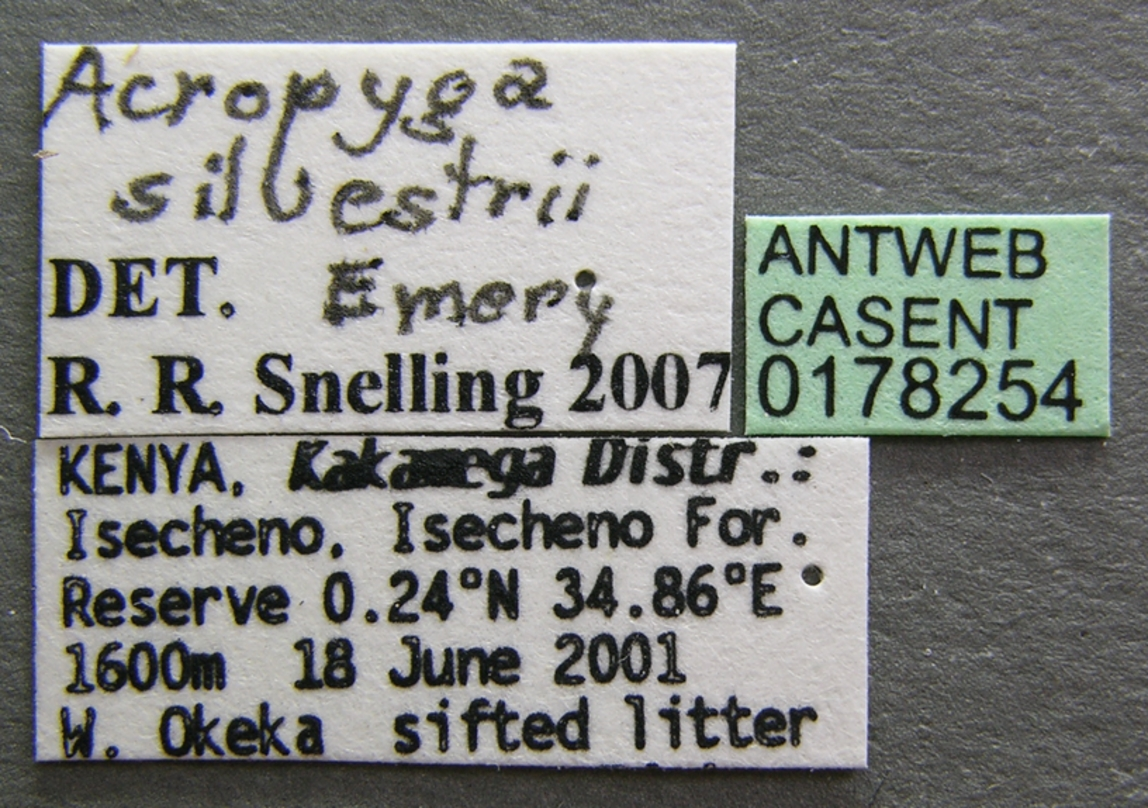
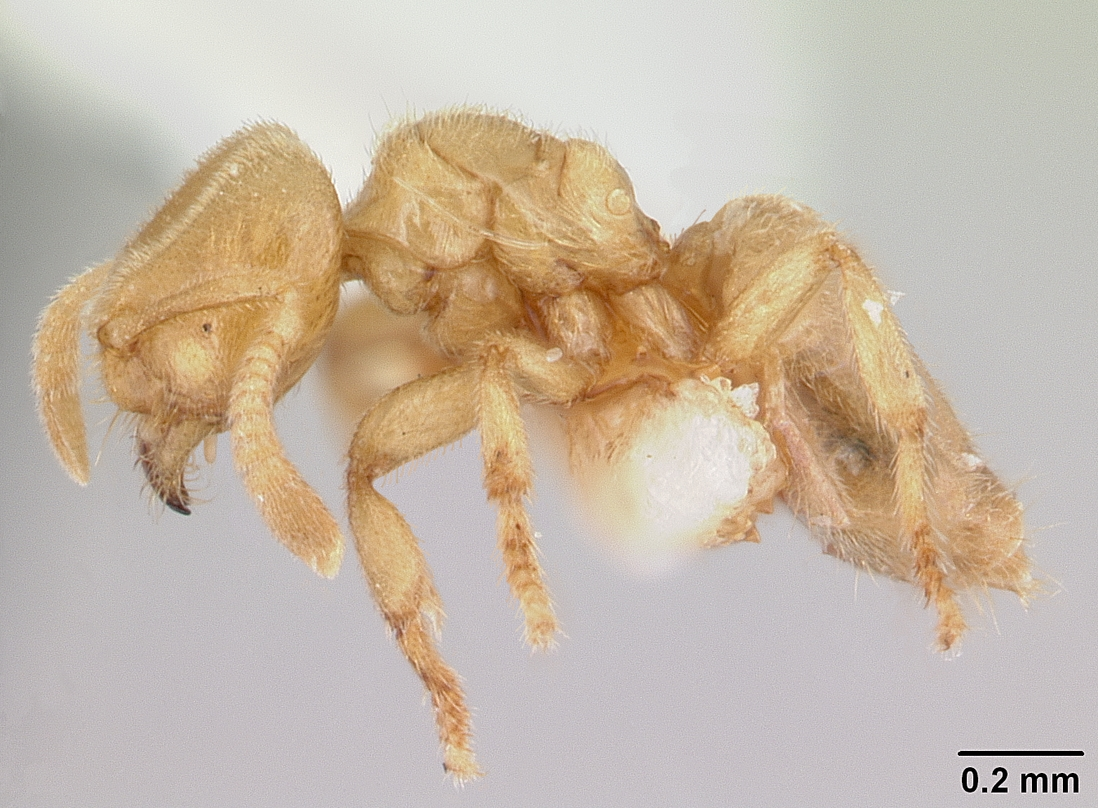